# Merzifon

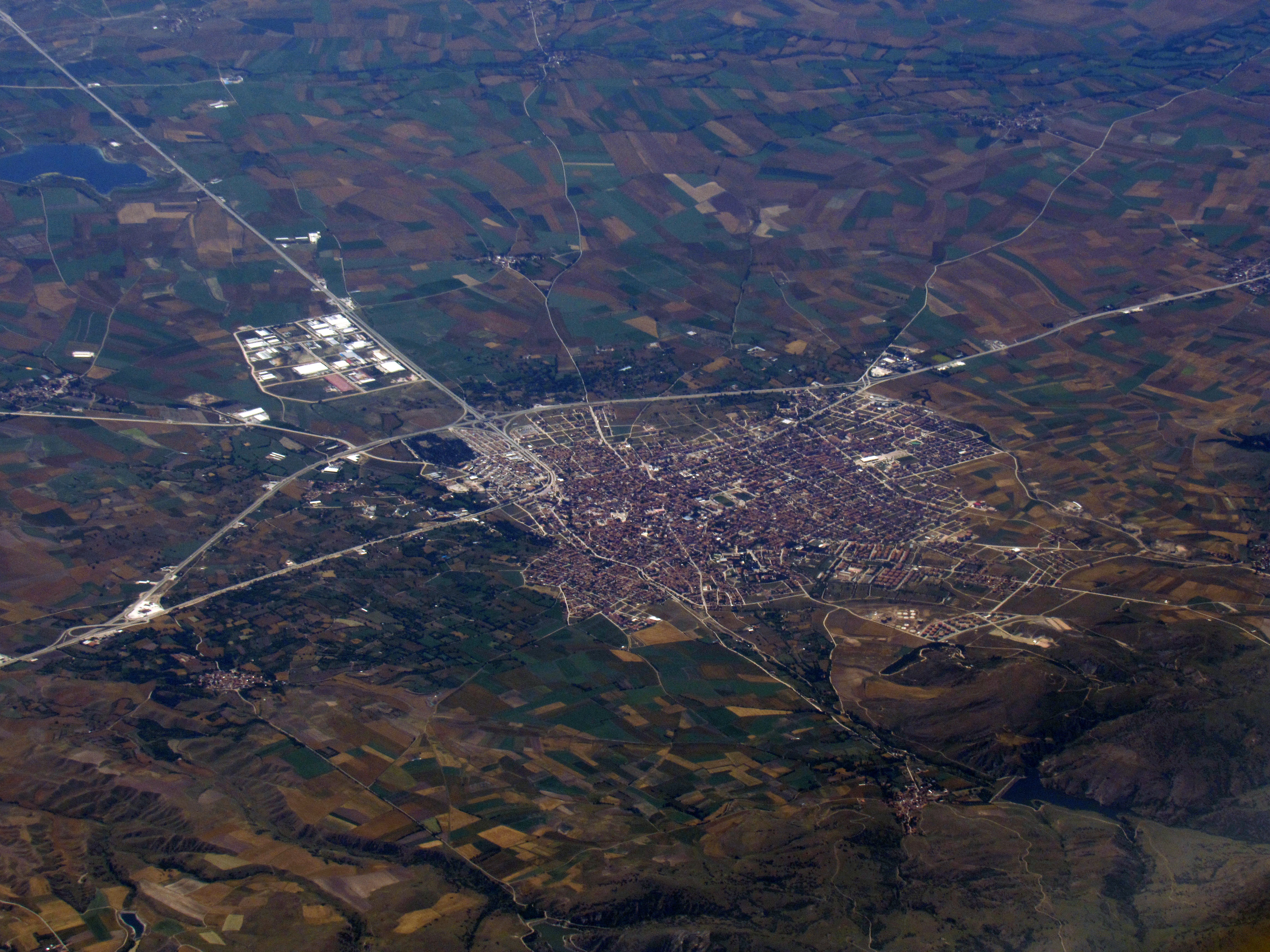
Una vista aérea de Merzifon

Merzifon (Lengua persa antigua Merzban; Lengua griega antigua: Μυρσυφων, Myrsyfōn) es una ciudad de Turquía. que también da nombre al distrito del mismo nombre en la provincia de Amasya, en la región turca del Mar Negro Central.
Cubre un área de 970 km²  (370 millas cuadradas), y tiene una población de 69 237 habitantes (en 2010), de los cuales 52 947 residen en la capital del distrito.

## Etimología
Parece que el nombre deriva de Marzban, el título persa que significa "señor de una marca [fronteriza]" o "gobernador de distrito", aunque aún se desconoce su conexión exacta con el topónimo.
El escritor Özhan Öztürk afirma que el término original es Marsıvan (persa Mers, "frontera" + "ciudad", en armenio), lo que llevaría al significado de "ciudad fronteriza".

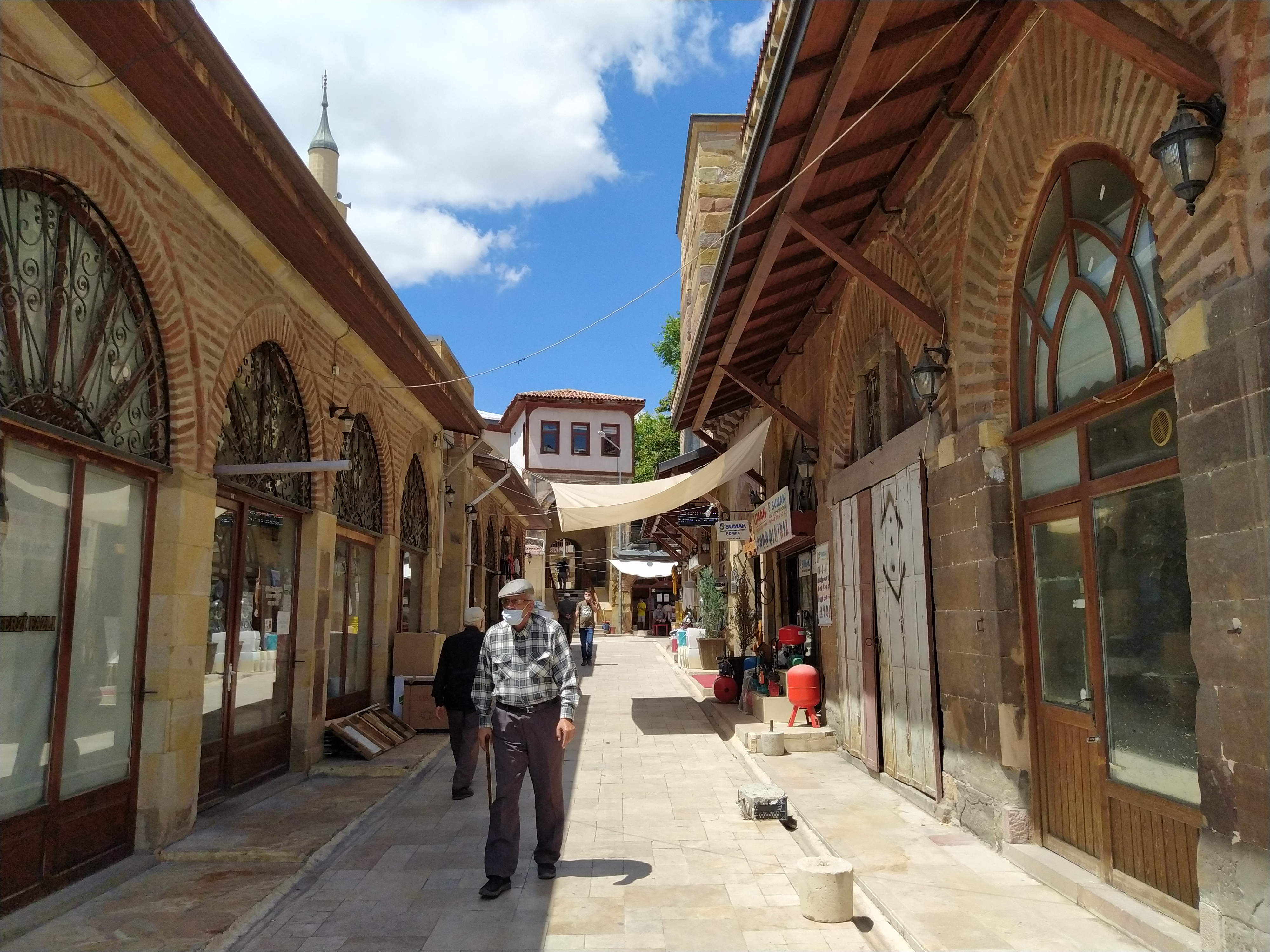
Vista de la calle de un lugar histórico en Merzifon

## Historia

### Prehistoria e historia antigua
Los rastros de asentamientos humanos trazan una historia urbana que se remonta a la Edad de Piedra, aproximadamente al 5500 a. C. Las primeras fortificaciones se remontan a la época hitita, que tuvo que ceder a la presión de las poblaciones que, hacia el 1200 aC, procedían de las regiones cercanas del Mar Negro.
A partir del 700 a. C., las fortificaciones hititas fueron restauradas y reconstruidas desde cero por los frigios, cuatro siglos más tarde obligados a ceder el paso a los cimerios que venían de las montañas del Cáucaso.
Merzifon se convirtió luego en un sitio de importancia comercial de los soberanos del Pontus, que gobernaron la costa del mar Negro de su capital de Amasya.
Fueron reemplazados primero por los romanos y luego por los bizantinos.

### Período islámico y otomano
Desde el siglo XI en adelante, Anatolia bizantina cayó en gran parte bajo el control de los danesesménidos, los selyúcidas de Rūm y los Ilkanatos mongoles. En 1393 fueron los otomanos quienes tomaron posesión de gran parte de esas tierras y Merzifon también siguió siendo una importante ciudad mercantil bajo su gobierno, también por su proximidad a Amasya, donde los príncipes otomanos fueron educados y entrenados en los deberes de gobierno. El famoso viajero otomano Evliya Çelebi la mencionó como una ciudad dedicada al comercio y bien fortificada.
A partir del siglo XIX, Merzifon se convirtió en un importante centro de comercio también para las potencias cristianas occidentales y para la actividad de los misioneros. Los misioneros protestantes establecieron un seminario allí, en 1862 y en 1886 el "Anatolia College in Merzifon", que fue fundado y ampliado para enseñar a las niñas en 1893.
En la década de 1920, estas escuelas albergaban a unos 200 estudiantes, la mayoría de ellos griegos y armenios. El complejo también albergaba uno de los hospitales más grandes de Asia Menor y un orfanato que atendía a unos 2.000 niños.
La ciudad se convirtió en un importante centro del nacionalismo armenio (los armenios constituían aproximadamente la mitad de toda la población de Merzifon, entonces llamada Marsovan en 1915) y del sentimiento antioccidental. Hubo dos disturbios en la década de 1890 y en 1916, aproximadamente 11.000 armenios fueron deportados: poco más de un tercio de toda la población urbana, Merzifon tenía entonces unos 30.000 habitantes.

### Período republicano turco
Después del colapso del Imperio Otomano al final de la Primera Guerra Mundial, continuaron los disturbios. Tropas británicas desplegadas en tierras anteriormente otomanas para garantizar los términos de la rendición; algunos llegaron a Merzifon en 1919, cuando el misionero estadounidense George E. White regresó y reabrió la universidad y el orfanato, así como una nueva "casa para bebés" para madres e infantes armenios desplazados. Sin embargo, las tropas británicas se retiraron pronto y los disturbios continuaron en Merzifon